# Édouard Branly
Édouard Eugène Désiré Branly (23. říjen 1844 – 24. březen 1940) byl francouzský vynálezce a fyzik.
Byl profesorem fyziky na katolické Universitě v Paříži. Je znám především svým přínosem v oblasti bezdrátové telegrafie a vynálezem kohereru v roce 1890. Z jeho vynálezu čerpali známí fyzici, jako Nikola Tesla, Guglielmo Marconi a John Ambrose Fleming. Několikrát byl navržen na Nobelovu cenu.

## Zajímavost
Při hlasování o přijetí do Francouzské akademie věd byl Branly 16. ledna 1911 přijat s náskokem pouhého jednoho hlasu (až při druhém hlasování) před Marií Curie-Skłodowskou. Ta v prosinci téhož roku dostala svou už druhou Nobelovu cenu. Po Branlyově smrti byl na uvolněné místo v Akademii zvolen Frederic Joliot – zeť Marie Curieové.